# Аліса в країні війни
«Аліса в країні війни» — повнометражний документальний фільм українських режисерок Аліси Коваленко і Любові Дуракової 2015 року (виробник — Фонд «Документ та Світ»).
Прем’єра відбулась на міжнародному фестивалі документального кіно IDFA в Нідерландах.
Прем’єра в Україні відбулсася 24 лютого 2016 року.

## Творча група[2]
Режисери-постановники —  Аліса Коваленко і Любов Дуракова
Сценаристи — Аліса Коваленко і Любов Дуракова
Оператори-постановники — Аліса Коваленко і Любов Дуракова
Звукорежисери —  Пьотр Плішка
Режисери монтажу — Вероніка Плішка
Продюсер —  Мирослав Дембінський

## Про фільм
Це особистий кінощоденник подорожі молодої документалістки Аліси. Події у фільмі розгортаються від мирного часу  (починається фільм з дня народження Аліси в Запоріжжі, вона вчить друзів своєї улюбленої лемківської пісні «Пливе кача по Тисині») через революцію на Майдані (Аліса знімала найстрашніші дні й години Революції Гідності) до війни на Сході України. Навесні 2014-го дівчина вирушила на Донбас і документувала все, що там відбувалося. Потім —  полон у сепаратистів.  Після звільнення дівчина повернулася на фронт і фільмувала Піски й Донецький аеропорт. Знімала  в умовах вуличних боїв і артобстрілів, за кількасот метрів від ворожих позицій.
«Аліса в країні війни» — це особисте кіно. Героїня фільмує і війну, і себе в ній, розповідає, як дівчина з камерою приїжджає на позиції, вчиться виживати в екстремальних умовах, знаходить однодумців і друзів. Аліса чесно показує особисте життя, стосунки з французьким воєнкором, свої почуття і емоції.

## Про авторок
Аліса Коваленко народилася 1987 року в Запоріжжі. Навчалася в Київському національному університеті імені Тараса Шевченка (факультет журналістики)  та в Київському національному університеті театру, кіно і телебачення ім.І. К. Карпенка-Карого (спеціальність: режисер документального кіно). 2015 року здобула стипендію Gaude Polonia на навчання в Школі Анджея Вайди у Варшаві.
Любов Дуракова народилася 1986 року в Харкові. Навчалася в Московському державному університеті ім. М. В. Ломоносова (гірничо-нафтовий факультет) та у Київському національному університет театру, кіно і телебачення ім. І. К. Карпенка-Карого (спеціальність: режисер документального кіно). 2015 року здобула стипендію Gaude Polonia на навчання у Школі Анджея Вайди у Варшаві.

## Нагороди та відзнаки
- 2015 — номіновано як найкращий документальний фільм на премію AWFJ EDA Award IDFA 2015,
- 2015 рік — приз за «Переданий в неймовірних сценах образ війни, який з'єднав особисті переживання і політику» на МКФ документального кіно в Агадірі, Марокко.
- 2015 рік — головний приз DocsMX Mexico (Мехіко, Мексика)
- 2015 рік — головний приз Festival de cinéma et de Droits de l'homme de Paris & Barcelone (Париж, Франція)[5]. .